# Andrzej Porębski
Andrzej Porębski herbu Kornicz (zm. przed 11 lutego 1640 roku) – sędzia ziemski zatorski w latach 1634–1640, podsędek zatorwski w latach 1632–1633.
Syn Baltazara (ok. 1550–1617).
Stawił się na popis pospolitego ruszenia księstwa oświęcimskiego i zatorskiego pod Lwowem w październiku 1621 roku.